# Leptogenys elzasoares
Leptogenys elzasoares — вид мурашок підродини Ponerinae. Описаний у 2022 році. Поширений в Південній Америці.

## Назва
Вид названо на честь відомої бразильської співачки Елзи Суарес (1930—2022), яка померла у рік опису таксона.

## Поширення
Ендемік Бразилії. Описаний з робітників і самця, зібраних поблизу Манауса в бразильській Амазонії.

## Опис
Робочого можна впізнати за наявністю 12 хет (міцних щетинок) на серединній частці кліпеуса, прямій нижній щелепі та двоколірному тілі; голова і мезосома чорні, а черевна частина яскраво залізиста.